# Али аль-Карадаги
Шейх Али аль-Карадаги (род. 1949 в регионе Карадаг, провинция Сулеймания, Иракский Курдистан, Ирак) — влиятельный суннитский учёный, специалист по шариату, фикху, исламской экономике. Является профессором юриспруденции на факультете шариата и изучения ислама в университете Катара в Дохе и имеет катарское гражданство.

## Биография
Али аль-Карадаги является генеральным секретарём основанного в Дублине Международного союза мусульманских учёных (IUMS) (в настоящее время штабквартира располагается в Дохе, столице Катара, президент организации -  шейх Юсуф аль-Карадави). Кроме того, он занимает должность вице-президента Всемирной ассамблеи по сближению исламских мазхабов в городе Тегеран и является членом многих других исламских организаций, среди которых Международная Исламская Академия фикха, Организация Исламского сотрудничества, Европейский совет по фетвам и исследованиям. Он также основатель и президент основанной в 1988 Исламской  Лиги Курдистана и президент попечительского совета в  Университете человеческого развития Сулеймании.
Шейх аль-Карадаги является председателем шариатского наблюдательного совета Национального банка Катара(QFB) и членом  шариатских наблюдательных советов других банков, среди которых Исламский банк Катара, Исламский банк Дубая, Исламский банк Дохи, Исламская страховая компания Катара, Инвестиционная компания Персидского залива и Аль-Ахли Банк.
Начал изучать шариат в университете Багдада, а затем в университете аль-Азхар в городе Каир получил докторскую степень. Он автор многочисленных работ по исламской экономике и юриспруденции. Является лауреатом многочисленных наград и знаков отличия и  членом многочисленных советов, комитетов и союзов.

Али аль-Карадаги был участником международной теологической конференции  Исламская доктрина против радикализма  25-26 Мая 2012 в Москве. По окончании конференции он заявил:
Мы увидели, что Россия — прекрасная страна, что ее природа очень красива, а русский народ в большинстве своем добр. Русский народ — это один из восточных народов, обычаи и ценности которого во многом совпадают с обычаями и ценностями мусульманских народов Машрика и Магриба (востока и запада — EADaily)». Хвала Аллаху, у мусульман России все хорошо, они живут в гармонии с другими россиянами

## Отзывы в СМИ
Согласно высказываниям чеченского историка и аналитика в области политики Майрбека Вачагаева (опубликованы в Jamestown Foundation ) Али аль-Карадаги и Международный Союз Исламских Учёных играют важную роль для Москвы в вопросе внутрироссийской исламской стабильности:
Российские власти непросто  хотят, чтобы шейх Али аль-Карадаги объявил джихад на Северном Кавказе незаконным. Москва считает эту международную исламскую организацию потенциальным средством контроля над мусульманами России, которые могут издавать признанные фатвы по важным вопросам ислама. Однако Москва не видит, что только те мусульмане, которые уже признают официальное мусульманское духовенство, будут слушать Аль-Карадаги . Эта часть мусульманской общины в России, которая считает сотрудничество властей и мусульманского духовенства неприемлемым, не будет под влиянием аль-Карадаги.
Он является активным сторонником Юсуф аль-Карадави и его проекта «Мухаммад: Милость для всех», и призвал всех мусульман к моральной и финансовой поддержке этого проекта:
Мы решили запустить большой сайт о Мухаммаде (мир ему и благословение Аллаха): «Милосердие для всех» под руководством IslamOnline.net, крупнейшего глобального исламского веб-сайта в Интернете. Мы призываем наших братьев и сестер поддержать проект финансово, особенно этого выдающегося учёного шейха Юсуфа аль-Карадави, кто контролировал внедрение проекта, дал фатву о том, что допустимо платить закят, садака и сомнительные деньги в  IslamOnline.net в виде пожертвования. Более того шейх аль-Карадави описал этот проект как «джихад современности». Мы также призываем мусульман оказывать моральную поддержку проекту призывая друзей IslamOnline.net добровольно участвовать в его деятельности и услугах. Мы собираемся подготовить специальные программы, чтобы показать, как они могут поделиться в этом отношении. 
О его реакции на убийство мусульманских студентов в Чапел-Хилл вскоре после Парижских нападений сообщает Spiegel:
Генеральный секретарь Международного союза исламских ученых в Катаре, Али аль-Karadaghi, подверг критике молчание «международных средств массовой информации» ввиду этого «теракта». «Соберутся ли лидеры во всем мире, чтобы почтить память жертв ?» Он написал это в Twitter, намекая на огромную панихиду по жертвам  терактов в Париже в январе.

## Видео
- Sh. Ali Al-Qaradaghi „The ethical reference in the dealing between the ruler & the ruled in Islam“ – youtube.com